# Лили (Люцерн)
Лили (нем. Lieli) — деревня и бывшая коммуна в Швейцарии, в кантоне Люцерн. В 2005 году в деревне проживало 211 человек. Официальный код — 1034. 
1 января 2007 года вошла в состав коммуны Хоэнрайн, округ Хохдорф. С 1 января 2013 года входит в состав  избирательного округа Хохдорф.
Поселение Лили впервые упоминается в 900 году как Lielae.
На выборах в 2003 году наибольшее количество голосов получила Христианско-демократическая народная партия Швейцарии (47,25 %), за Швейцарскую народную партию проголосовали 26,26 %, за Свободную демократическую партию — 15,17 %.

## Географическое положение
Площадь Лили составляла 3,69 км². 68,6 % площади составляли сельскохозяйственные угодья, 27,6 % — леса, 3,8 % территории заселено. Деревня расположена на западных склонах Линденберга, в 4,5 километрах от Хохдорфа.

## Население
На 2005 год население Лили составляло 211 человек. В 2000 году 95,05 % жителей говорили на немецком, 2,97 % — на македонском, 0,99 % — на английском.
| 1678 | 1798 | 1850 | 1860 | 1900 | 1920 | 1950 | 1960 | 1970 | 1980 | 1990 | 2000 | 2005 |
| ---- | ---- | ---- | ---- | ---- | ---- | ---- | ---- | ---- | ---- | ---- | ---- | ---- |
| 258  | 211  | 244  | 250  | 193  | 236  | 199  | 189  | 143  | 142  | 169  | 202  | 211  |